# John Kennedy Howard
John Kennedy Howard (Springfield, 16 de agosto de 1947) es un deportista estadounidense que compitió en ciclismo y triatlón. Ganó dos medallas en el Campeonato Mundial de Ironman en los años 1980 y 1981.

## Palmarés internacional
| Campeonato Mundial | Campeonato Mundial     | Campeonato Mundial | Campeonato Mundial |
| Año                | Lugar                  | Medalla            | Prueba             |
| ------------------ | ---------------------- | ------------------ | ------------------ |
| 1980               | Hawái (Estados Unidos) | Medalla de bronce  | Individual         |
| 1981               | Hawái (Estados Unidos) | Medalla de oro     | Individual         |